# 893 TCN
893 TCN là một năm trong lịch La Mã.